# Anemometer

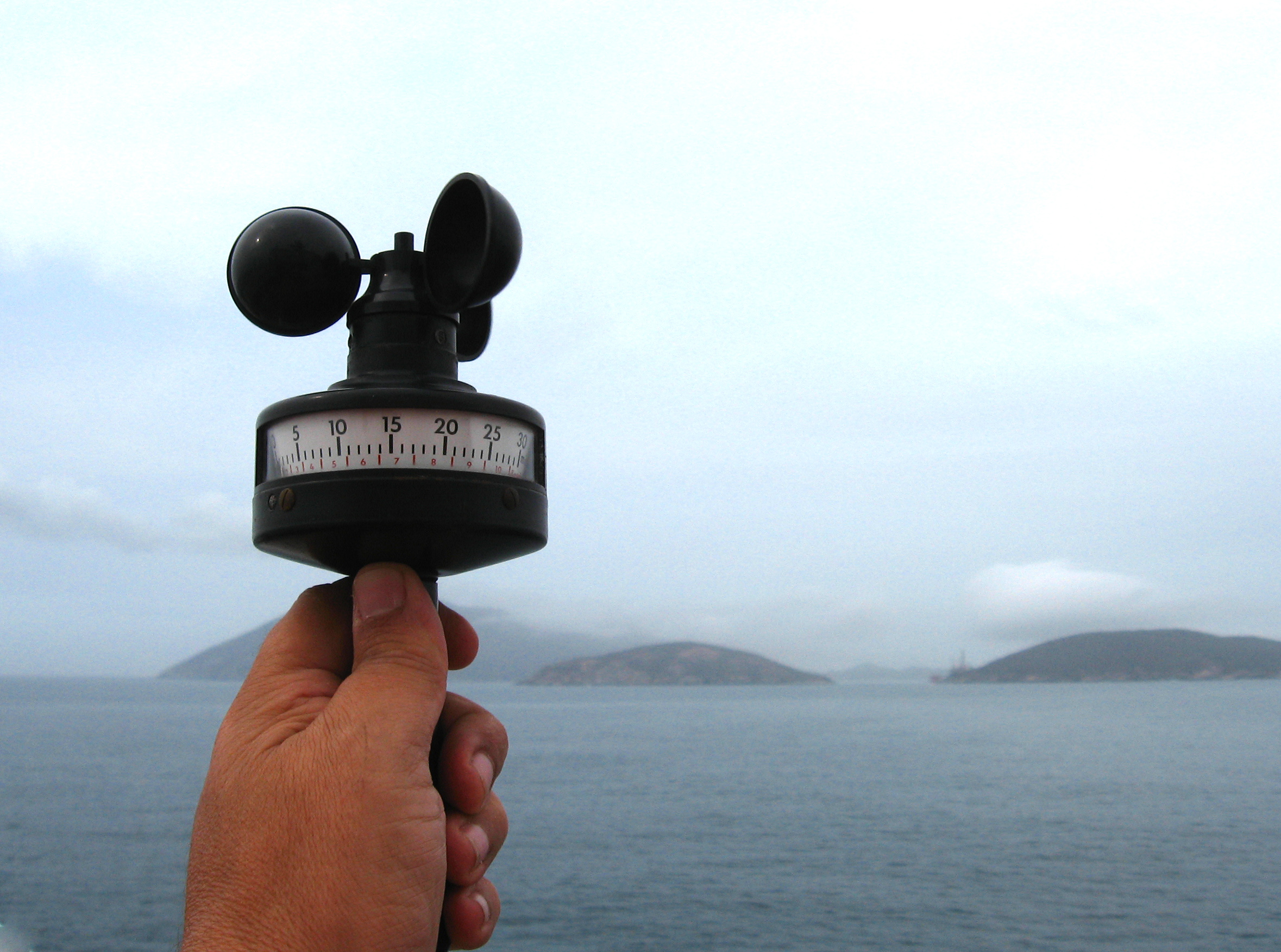
Handhållen skålkorsanemometer.

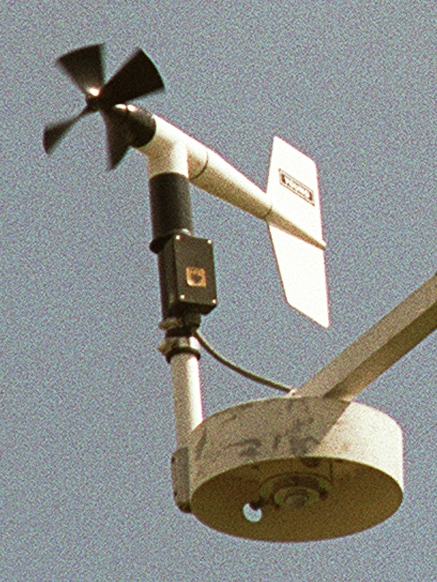
Propelleranemometer.

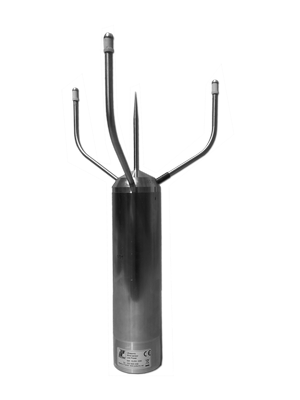
Ultraljudsanemometer.

Anemometer (av grekiska: anemos (ἄνεμος), vind, och metron (μέτρον), mått) eller vindmätare är ett instrument för bestämning av luftmassors rörelsehastighet. Vanligast för meteorologiskt bruk är skålkorsanemometern.
Detta mätinstrument är också vanligt bland yrkessjöfarten och fritidsseglarna, där den roterande delen av anemometern sitter monterad i båtens mast, medan avläsningen av vindens hastighet och riktning sker på ett instrument nere i båten. Instrumentet kan vara antingen digitalt eller analogt. Det är inte ovanligt att informationen om vindens hastighet och riktning länkas vidare till andra instrument ombord såsom autopilot och GPS-navigator. Ytterligare en typ av mekanisk anemometer är propelleranemometern. Skålkorsets eller propellerns rotation är proportionell mot vindhastigheten.
En annan typ är ultraljudsanemometern. Denna saknar rörliga delar, och mäter vindhastighet och vindriktning med hjälp av ultraljudspulser mellan sändare/mottagare i instrumentet.
Enheten i vilken en anemometer är graderad i är vanligtvis; meter per sekund, beaufort eller knop. Det förekommer även att instrumenten kan visa vindens hastighet i km/h eller miles per hour. Beaufortskalan anger vindens styrka, till skillnad från de andra som anger vindens hastighet. Digitala instrument kan oftast ställas om för att mäta valfri enhet.
Det förekommer även olika typer av handhållna anemometerar som förutom vindens hastighet ibland även visar temperatur och den relativa avkylningseffekten.
En mekanisk anemometer lär ha konstruerats av Leon Battista Alberti i mitten av 1400-talet. År 1846 utvecklade John Thomas Romney Robinson instrumentet för praktiskt bruk.